# Ferrari 599 GTO
De Ferrari 599 GTO is een sportwagen van het Italiaanse automerk Ferrari door henzelf getypeerd als een extreme V12 berlinetta. Het is in feite een straatversie van de Ferrari 599XX en werd op 8 april 2010 onthuld. Het publieke debuut volgde eind april op de internationale motorshow van Beijing. De GTO weegt bijna honderd kilogram minder dan de standaard 599 GTB. Dit werd o.a. bereikt door een aantal onderdelen van koolstofvezel te maken, zoals de front splitter, de side skirts en dubbele diffuser aan de achterzijde en in het interieur (delen van de console, het dashboard en de stoelen). Tot de originele uitvoering behoorden verder een tweekleurig schema voor de body (hoofdkleur) en het dak (matzwart).

## GTO
De 599 GTO of Gran Turismo Omologato is de derde Ferrari met de toevoeging GTO. De eerste was de Ferrari 250 GTO uit 1962 en de tweede de Ferrari 288 GTO uit 1984. In tegenstelling tot beide voorgangers, is de 599 GTO niet voor enig competitieverband ontworpen: het is typisch een straatracer.

## Snelheid
De Ferrari 599 GTO heeft een rondetijd van 1 minuut en 24 seconden gereden op het circuit Fiorano, één seconde sneller dan de Enzo.

## Productie
Oorspronkelijk waren er maximaal 599 modellen van dit type gepland, maar in werkelijkheid werden er tussen 2010 en 2012 maar liefst 912 auto's geleverd. Een kwart van de productie was bestemd voor de Verenigde Staten; twaalf exemplaren gingen naar Frankrijk. De auto was oorspronkelijk alleen beschikbaar voor vaste klanten (voormalige kopers van meerdere Ferrari's) met een prijs van 441.500 euro plus een aantal opties.